# Ulleres anàglif

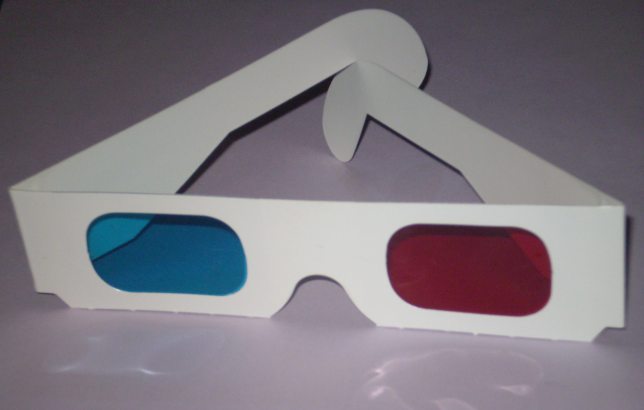
Ulleres anàglif de paper.

Les ulleres anàglif s'utilitzen per visualitzar imatges multiplexades en longitud d'ona. En una superfície plana es mostra una imatge a partir de la combinació de dues imatges desplaçades, creades únicament amb dos colors complementaris, ja siguin vermell – blau, vermell – verd o bé groc – blau. Aquestes dues imatges creen una visió estereoscòpica.
La percepció de profunditat en el sistema visual humà d'imatges en superfícies planes requereix l'ajuda d'experiències prèvies o d'objectes externs, com poden ser les ulleres anàglif, ulleres LCS (Liquid Crystal Shutters – Obturadors de Cristall Líquid) i d'altres sistemes més moderns i que no afecten al cansament visual.
Les ulleres anàglif estan formades per dues lents (molt senzilles), cadascuna amb un dels dos colors que componen la imatge. D'aquesta manera actuen com a filtre i deixen veure a cada ull només el parell estèreo que li correspon. Així doncs, per exemple, si hi hagués una imatge creada a partir del desplaçament d'una imatge blava (enfocada per l'ull esquerre) i una altra de vermella (enfocada per l'ull dret), caldrien unes ulleres anàglif amb filtres dels mateixos colors: l'ull dret tindria la lent de color blau i l'esquerre la lent vermella, ja que el filtre només permet veure la imatge que no siguin del mateix color.
Cal destacar que les ulleres anàglif permeten veure en relleu tant imatges en paper com diapositives. L'efecte creat és de força qualitat, tot i que es perd molta lluminositat i els filtres utilitzats no arriben a aconseguir una reconstrucció prou bona en color de la imatge tridimensional.